# Нокс (окръг, Тенеси)
Вижте пояснителната страница за други значения на Нокс.
Окръг Нокс (на английски: Knox County) е окръг в щата Тенеси, Съединени американски щати. Площта му е 1362 km², а населението – 382 032 души (2000). Административен център е град Ноксвил.